# Юнічев Харіс Харісович
Юнічев Харіс Харісович (7 серпня 1931 — 12 лютого 2006) — радянський плавець.
Призер Олімпійських Ігор 1956 року.